# Raiffeisenbank Roth-Schwabach
Die Raiffeisenbank Roth-Schwabach eG war eine Genossenschaftsbank. Mit einer Bilanzsumme von fast einer Milliarde Euro gehörte sie zu den größeren Genossenschaftsbanken in Mittelfranken. Im Jahr 2022 fusionierte die Bank mit der VR-Bank Mittelfranken West eG zur VR-Bank Mittelfranken Mitte eG.

## Geschichte
Die Raiffeisenbank Roth-Schwabach entstand aus dem Darlehenskassenverein Unterreichenbach. Dieser wurde 1894 gegründet und entwickelte sich durch zahlreiche Fusionen zur Raiffeisenbank Roth-Schwabach. Am 14. April 2019 blickte die Raiffeisenbank Roth-Schwabach auf eine 125-jährige Geschichte zurück.
Zuletzt umfasste das Geschäftsgebiet den nördlichen und westlichen Teil des Landkreises Roth und die kreisfreie Stadt Schwabach. Hauptsitz des Kreditinstituts war die Stadt Roth. Darüber hinaus unterhielt die Bank weitere zehn Geschäftsstellen sowie vier SB-Geschäftsstellen.

### Fusionen
| Datum     | Fusion |
| --------- | --- |
| 1953      | Verschmelzung des Darlehensvereins Unterreichenbach mit dem Schwabacher Spar- und Darlehenskassenverein. Änderung der Firma zu Raiffeisenkasse Schwabach eGmbH. |
| 1969      | Fusion der mittlerweile umbenannten Raiffeisenbank Schwabach eGmbH mit der Raiffeisenkasse Rednitzhembach eGmbH                                                 |
| 1970–1971 | Eingliederung der Raiffeisenkassen Kammerstein und Barthelmesaurach in die Raiffeisenbank Schwabach                                                             |
| 1972–1974 | Übernahme der Raiffeisenkassen Eichwasen, Gustenfelden-Kottensdorf, Prünst, Regelsbach, Walpersdorf und Wolkersdorf                                             |
| 1987      | Fusion mit der Raiffeisenbank Roth-Eckersmühlen eG. Umfirmierung in Raiffeisenbank Roth-Schwabach eG                                                            |
| 1990      | Verschmelzung mit der Raiffeisenbank Schwanstetten |
| 2000      | Fusion mit der Raiffeisenbank Abenberg-Georgensgmünd-Spalt eG                                                                                                   |
| 2001      | Kauf der Geschäftsstelle Roth von der VR Bank Nürnberg |
| 2003      | Fusion mit der Raiffeisenbank Büchenbach-Ottersdorf eG |

## Geschäftsstellen
Die Raiffeisenbank Roth-Schwabach betrieb neun Geschäftsstellen und fünf SB-Geschäftsstellen; in Roth (Hauptstelle), Abenberg, Büchenbach, Eckersmühlen (SB-Geschäftsstelle), Georgensgmünd, Kammerstein (SB-Geschäftsstelle), Rednitzhembach (SB-Geschäftsstelle), Röttenbach (SB-Geschäftsstelle), Schwabach (Königstraße 15), Schwabach (RaiBa-Center), Schwanstetten, Spalt, Wassermungenau (SB-Geschäftsstelle) und Wolkersdorf.

## Raiffeisen-Stiftung Roth-Schwabach
Eine 2009 ins Leben gerufene Stiftung widmete sich der Förderung von Organisationen und Vereinen der Region aus sportlichen, kulturellen, kirchlichen, sozialen und anderen bedeutsamen gesellschaftspolitischen Bereichen. Das Stiftungsvermögen betrug rund 1,6 Millionen Euro.